# Cantó de Nanterre-1
El cantó de Nanterre-1 és un cantó francès del departament dels Alts del Sena, situat al districte de Nanterre. Creat amb la reorganització cantonal del 2015.

## Municipis
- Nanterre (en part)